# Јуриј Седих
Јуриј Седих (рус. Юрий Георгиевич Седых; Новочеркаск, 11. јун 1955 — Понтоаз, 14. септембар 2021) био је совјетски атлетичар, светски рекордер у дисциплини бацање кладива.
Светски рекорд је обарао 6 пута, а последњи резултат 86,74 м постављен 30. августа 1986. на Европском првенству у Штутгарту у Немачкој ни данас 30 година после још није оборен.
Серију добрих резултата је започео освајањем златне олимпијске медаље на Олимпијским играма у Москви 1980. године, а завршио је златном медаљом на Светском првенству у Токију 1991. године.
После 1990. прелази у Париз где предаје спорт у Школи за менаџмент „Леонардо да Винчи” у Дефансу. У Паризу је живио са супругом Наталијом Лисовском, совјетском бацачицом кугле, светском рекордерком и првакињом 1987. и олимпијском победницом 1988. године, те кћерком Алексијом рођеном 1992. године.

## Резултати

### Светски рекорди
- 80,38 м — 16. мај 1980. у Пијексемекију
- 80,64 м — 16. мај 1980. у Пијексемекију
- 81,80 м — 31. јул 1980. у Москви
- 86,34 м — 3. јул 1984. у Корку
- 86,66 м — 22. јун 1986. у Талину
- 86,74 м — 30. август 1986. у Штутгарту

### Олимпијске игре
- 1976. у Монтреалу

злато 77,52 м
- 1980. у Москви

злато 81,80 м СР
- 1988. у Сеул

сребро 83,76 м

### Светско првенство
- 1983. у Хелсинкију

сребро 80,94 м
- 1991. у Токију

злато 81,70 м

### Европско првенство
- - 1978. у Прагу

злато 77,28 м
- - 1982. у Атини

злато 81,66 м
- - 1986. у Штутгарту

злато 86,74 м СР